# Hatari (Band)
Hatari [ˈhaːtarɪ] (isl. Hasser) ist eine isländische Band. Sie vertrat ihr Land beim Eurovision Song Contest 2019 mit dem Lied Hatrið mun sigra. Die Band bezeichnet sich selbst als antikapitalistisch und ist im Design ihrer Outfits von BDSM inspiriert.

## Bandgeschichte

### Gründung und Anfänge (2015–2018)
Hatari wurde 2015 von Klemens Nikulásson Hannigan und Matthías Tryggvi Haraldsson gegründet. Später kam Einar Hrafn Stefánsson dazu. Ihr erster öffentlicher Auftritt war 2016 beim Iceland Airwaves Festival; 2018 traten sie erneut dort auf.
Ihre erste EP Neysluvara veröffentlichten sie 2017. Zu Ostern 2018 organisierte die Band die von ihnen als „Doomsday Festival“ bezeichnete Veranstaltung Háskar. Im Dezember 2018 publizierten sie das Musikvideo zum Lied Spillingardans, welches später als Single veröffentlicht wurde. Gleichzeitig zur Veröffentlichung des Videos kündigten die Sänger die Auflösung von Hatari an, da sie ihr Ziel, den Kapitalismus zu stürzen, nicht erreicht hätten. Das für den 28. Dezember 2018 angekündigte Ende wurde jedoch nicht eingehalten.

### Teilnahme am Eurovision Song Contest (2019)
Im Januar 2019 wurde Hatari als einer von zehn Beiträgen für den isländischen Vorentscheid des Eurovision Song Contest nominiert. Die Band gewann diesen und vertrat Island in Tel Aviv mit dem Lied Hatrið mun sigra. Sie erklärte nach ihrem Sieg im isländischen Vorentscheid in Interviews, die Teilnahme für einen Protest gegen die israelische Politik nutzen zu wollen. Am 14. Mai 2019 qualifizierte sich Hatari im ersten Halbfinale des Eurovision Song Contests für das Finale. Im Finale landeten sie dann am Ende auf dem 10. Platz. Als die Moderatoren die Punkte vom Publikum an die Band bekannt gaben, zeigten sie Banner mit der palästinensischen Flagge, um gegen die israelische Besatzung und den andauernden Kriegszustand zu protestieren. Diese politische Botschaft verstieß jedoch gegen die Regel der politischen Neutralität. Die EBU kündigte an, das Vorgehen näher zu untersuchen. Schlussendlich wurde der isländische TV-Sender RÚV, der für den ESC in Island zuständig ist, von der EBU zu einer Strafzahlung von 5000 Euro verurteilt.
Am 23. Mai 2019, fünf Tage nach dem ESC-Finale, veröffentlichten sie das Musikvideo zum Lied Klefi / Samed, das in Jericho gedreht wurde. Bei dem Lied handelt es sich um eine Kollaboration mit dem palästinensischen Musiker Bashar Murad.

## Mitglieder
Matthías Tryggvi Haraldsson war einer der beiden Sänger der Gruppe und ist der Cousin von Klemens Hannigan. Er hat 2018 an der Kunstakademie Islands mit dem Theaterstück Griðastaður (isl. Heiligtum) seinen Abschluss in Performance Arts gemacht und wurde für das Stück bei Grímuverðlaunin 2019 mit dem Nachwuchspreis ausgezeichnet. In einem Interview mit der isländischen Tageszeitung Fréttablaðið machte er im März 2023 publik, dass er die Band verlassen hat, um sich mehr auf seine Familie zu konzentrieren. Er ist verheiratet mit Brynhildur Karlsdóttir und hat eine Tochter.
Klemens Nikulásson Hannigan ist der zweite Sänger der Band. Beruflich hat er eine Ausbildung zum Tischler absolviert und gemeinsam mit seiner Partnerin hat er zwei Töchter.
Einar Hrafn Stefánsson, von den Mitgliedern der Band häufig als „drummer gimp“ bezeichnet, ist der Schlagzeuger und Produzent von Hatari. Er ist der Sohn von Stefán Haukur Jóhannesson, dem isländischen Botschafter in Japan. Zusammen mit der zu der erweiterten Band gehörenden Sólbjört Sigurðardóttir hat er eine Tochter.
Davíð Þór Katrínarson, genannt Svarti Laxness ist das neuste Mitglied der Band. Im Juni 2023 wurde er als „Big D“ auf Instagram vorgestellt. Er hat vorher schon mit der Band im Song „Helvíti“ zusammengearbeitet.
Neben den drei eigentlichen Musikern der Band sind auch Sólbjört Sigurðardóttir, Sigurður Andrean Sigurgeirsson, Ástrós Guðjónsdóttir, Birta Ásmundsdóttir und Ronja Mogensen als Choreografen und Tänzer Teil von Hatari. Bei der Dance or Die tour im 2022 nahm Íris Tanja Flygenring mit der Band als Tourtänzerin teil.

## Stil und Gesang
Bei der Art des Gesangs ist ein deutlicher Kontrast zwischen den beiden Vokalisten zu verzeichnen. So schreit Matthías eher aggressiv ins Mikrofon, während Klemens einen melodischen Tenor singt.

## Diskografie
Studioalben
- 2020: Neyslutrans

EPs
- 2017: Neysluvara

Singles
- 2019: Spillingardans
- 2019: Hatrið mun sigra
- 2019: Klefi/صامد (feat. Bashar Murad)
- 2019: Klámstrákur
- 2020: Engin Miskunn
- 2022: Dansið eða Deyið (neue Version)